# Larry Poromaa
Larry Poromaa (* 1963) ist ein ehemaliger schwedischer Skilangläufer.

## Werdegang
Poromaa startete international erstmals bei den Nordischen Junioren-Skiweltmeisterschaften 1981 in Schonach. Dort belegte er den zehnten Platz über 15 km. Bei den Nordischen Junioren-Skiweltmeisterschaften 1983 in Kuopio wurde er Sechster über 10 km und Fünfter mit der Staffel. Seine ersten Weltcuppunkte holte er in der Saison 1984/85 in Falun mit dem 18. Platz über 30 km. In der Saison 1985/86 errang er mit drei Top-Zehn-Platzierungen den 12. Platz im Gesamtweltcup und erreichte damit sein bestes Gesamtergebnis. Dabei erreichte er in Oslo mit dem fünften Platz über 50 km klassisch sein bestes Einzelergebnis im Weltcup. Zudem errang er in Bohinj den dritten Platz mit der Staffel. In der Saison 1988/89 wurde er in Ramsau am Dachstein Dritter und in Falun Zweiter mit der Staffel. Bei seiner einzigen WM-Teilnahme 1991 im Val di Fiemme belegte er den 31. Platz über 15 km Freistil. Er ist mit der ehemaligen Skilangläuferin Anette Fanqvist verheiratet. Sein Sohn William Poromaa ist ebenfalls als Skilangläufer aktiv.